# بيت البحري (المحويت)

تعديل مصدري - تعديل

بيت البحري هي إحدى قرى عزلة الغربي الاعلى بمديرية المحويت التابعة لمحافظة المحويت، بلغ تعداد سكانها 346 نسمة حسب تعداد اليمن لعام 2004.